# 郭少明
郭少明，BBS，JP（1954年1月—），香港商人，莎莎國際控股主席兼行政總裁，亦是自由黨成員、中华海外联谊会港區理事。

## 簡介

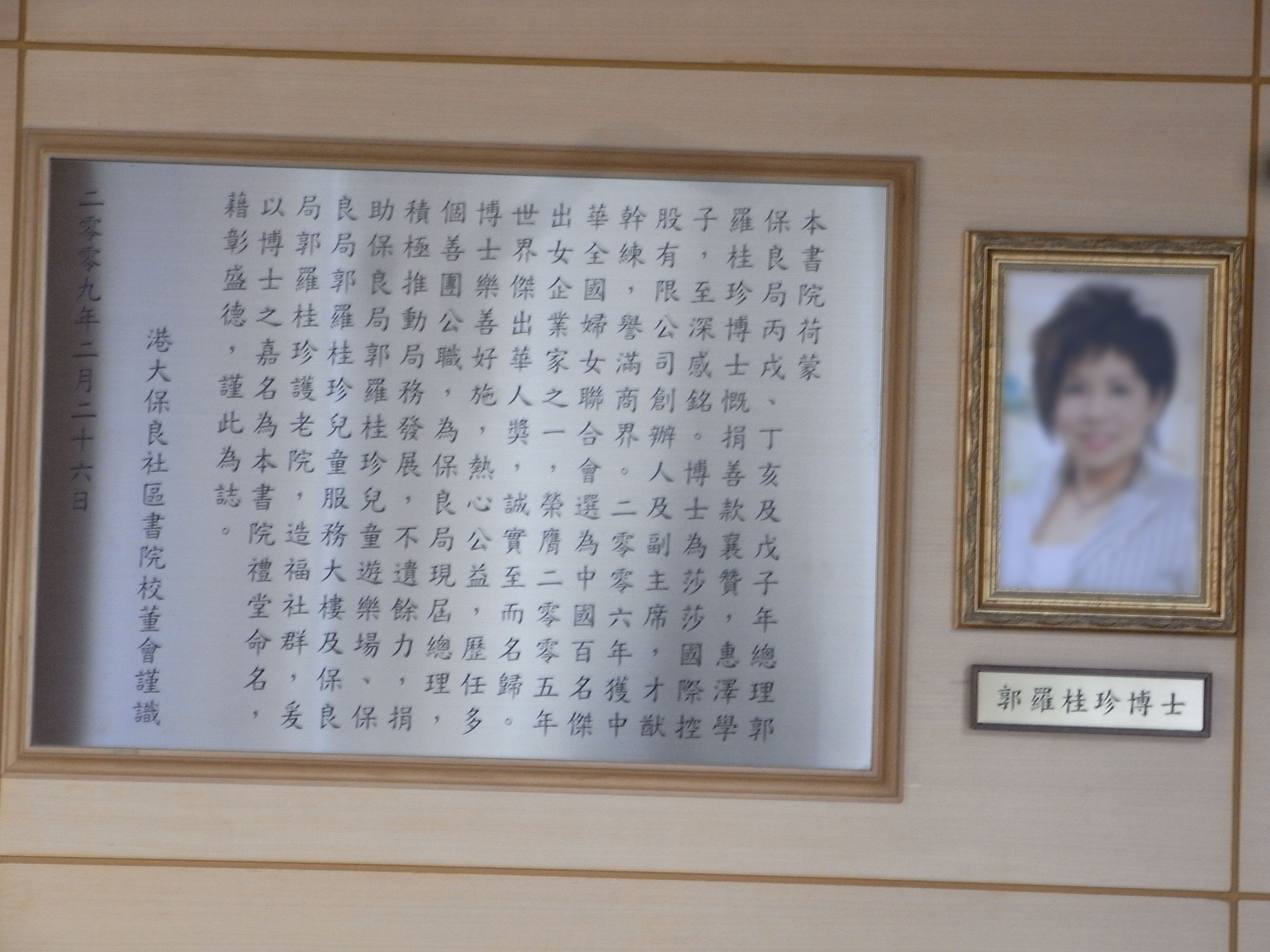
郭少明夫人郭羅桂珍女士

郭少明早年為香港政府公務員，在運輸署負責維修咪錶、隧道收費；其妻子羅桂珍是專業美容顧問。七十年代初，郭少明與其妻在荃灣眾安街一帶開始售賣化妝品。1978年郭少明與其妻在住所樓下的銅鑼灣總統商場，以2萬港元資金開設一間小型化妝品店，為顧客提供折扣優惠以吸引顧客。其後不斷擴充。多年後郭少明應妻子請求，1984年辭去公務員職位並全職經營莎莎。其後在總統商場店鋪內嘗試以超級市場的自助形式經營。經過多年擴展，莎莎在沙田開設總辦事處及2萬平方呎的貨倉。
至1997年，莎莎國際在香港共有10間分店，同年進軍海外，在台灣、新加坡、澳門和馬來西亞各開設一間分店。1997年，莎莎在香港聯合交易所上市；1998年在香港開設多10家分店。2000年，莎莎入股女子健美中心菲利偉成為大股東。2005年，莎莎在香港、新加坡、馬來西亞、台灣、泰國和澳門共有超過60家分店，僱員人數超過1800人。2005年起，莎莎國際贊助香港賽馬會舉辦的婦女銀袋賽。
郭少明名下，位於港島南區淺水灣的豪宅在2014年1月13日晚發生爆竊案，少主返家揭破有賊入屋，立即報警，警員趕至拘捕兩名涉案內地男子，指未知損失數字。郭少明的女兒證實，上址是父親的出租物業，住客是外籍人士。

## 名下馬匹
郭少明、郭羅桂珍、郭詩慧（Melody Kwok）、陳振邦（Davis Junbon Chan）、郭詩雅（Kitty Kwok）、郭浩泉（Patrick Kwok）、江鈺琪皆是香港賽馬會會員，在2001年開始養馬。因他從事化妝品生意，其馬匹名字皆與美麗有關（除了活出美麗是雌馬），包括明艷照人、靚得精彩、終身美麗（CE210）、靚得開心、美麗至上、漂亮第一、締造美麗、延續美麗（CL012）、美麗傳奇、成就美麗、美的人生、活出美麗、綻放美麗、牽動美麗、美麗昇華、美麗任務、閃亮美麗、叻得美麗、美麗里程、美麗之星、美麗飛翔、美麗大師、美麗皇者、變出美麗、美麗鉅星、愛美麗、美麗皇牌、美麗出擊、美麗寶寶、美麗傳承（來港前馬名為「復興文豪」）、最美麗、美麗威威、美麗寶貝、美麗名星、美麗千里、美麗動力、美麗福星、忠心美麗、健康美麗、美麗精神、美麗甜心、美麗經典、美麗標緻、美麗寶駒、美麗掌聲、美麗天驕、美麗躍動、美麗滿紛、美麗非凡、美麗多多、美麗歡欣、美麗歡呼、美麗高飛、美麗連連、美麗同享、延續美麗（DE229）、美麗滿滿、美麗邂逅、美麗在線、美麗攻略、美麗喝采、美麗奔馳、美麗新星、美麗笑聲、永遠美麗、日日美麗、美麗歡聲、美麗之選、美麗宇宙、特別美麗、美麗緣分、美麗第一、凝聚美麗、美麗喜悅、實在美麗、美麗星晨、L129。

### 團體名下馬匹
郭少明除了是兩匹已退役的練馬師賽馬團體名下的團隊精神(06/07 徐雨石練馬師賽馬團體)、星光熠熠(07/08 呂健威練馬師賽馬團體)的其中一名成員之外，亦是保赤安良團體（良友之寶、得到寶）、保良之友團體（當仁不讓、善傳千里、善傳萬里、善傳香江）、君子會團體（君子傳承）的成員；郭羅桂珍、郭詩慧、郭詩雅母女是按得美麗團體名下的「按得美麗」的其中三名馬主成員；郭少明、郭浩泉父子是美麗之友團體名下的「美麗之友」、「美麗日子」的其中兩名馬主成員（不過郭浩泉其後退股）；郭少明大女婿陳振邦是靚得開心團體名下的「開心美麗」、「美麗友盈」、「美麗多盈」的馬主團體成員；另外，郭少明家族成員（郭羅桂珍、郭詩慧、郭詩雅、郭浩泉、陳振邦）亦組成美麗一族團體，擁有名下賽駒「美麗滿載」、「美麗天使」、「終身美麗」（DE275）、「同樣美麗」、「無限美麗」、「美麗之光」、「爆得美麗」；陳振邦伉儷、郭詩雅、郭浩泉則是美麗賽馬團體的核心成員，名下馬匹包括「美麗笑容」、「美麗時光」、「美麗同心」、「一起美麗」；至於郭少明伉儷、郭詩慧則與何壽南兩名女婿（湯聖明和葉天賜）、何志豪哲嗣何浩熙組成一定美麗團體，名下馬匹包括「一定美麗」、「美麗一定」、「一世美麗」，郭浩泉夫婦則與何鴻燊的三名子女何猷亨、何猷君、何超欣組成爆美麗團體，擁有名下馬匹「爆出美麗」。

## 家庭
育有兩女一子，長女郭詩慧，次女郭詩雅，三子郭浩泉。

## 公職
- 香港中文大學新亞書院選任校董
- 香港化粧品同業協會永遠榮譽會長及執行顧問[4]
- 香港美容業總會榮譽會長
- 香港商業專業評審中心創會名譽會長
- 中華人民共和國香港特別行政區第十三屆全國人民代表大會代表選舉會議成員[4]
- 2016-2021年選舉委員會批發及零售界別選舉委員[4]
- 香港商業專業評審中心創會名譽會長
- 香港工商品牌保護陣線永遠榮譽會長

## 榮譽
- 2004年度風雲人物 - Hong Kong Business雜誌
- 香港商業奇才 -《東週刊》
- 嶺南大學榮譽工商管理學博士（2008）
- 香港公開大學榮譽工商管理博士（2011）

## 資料來源
1. ↑  .   [2020-02-04]. （原始内容存档于2020-02-04）.
2. ↑  .   [2015-05-23]. （原始内容存档于2015-05-18）.
3. ↑  .   [2018-03-09]. （原始内容存档于2018-02-28）.
4. 1 2 3  .   [2020-04-20]. （原始内容存档于2019-12-02）.

- 夫妻齊心創業 專攻化粧品年賺1.9億 （页面存档备份，存于）
- 香港科技大學顧問委員會 （页面存档备份，存于）